# فاگوت
فاگوت (به آلمانی: Fagott) از سازهای بادی چوبی است که قمیش دوزبانه‌ای دارد. صدای این ساز در ناحیهٔ باس است. فاگوت را در کشورهای انگلیسی‌زبان «باسون» (به انگلیسی: Bassoon) می‌خوانند.
فاگوت (باسون) جزو سازهای بادی چوبی دوزبانه است.

## ساختار
اصول ساختمان آن مانند کلارینت است. طول لولهٔ آن در مجموع کمی کمتر از ۳ متر است که دوپنجم آن، به خاطر راحتیِ اجرا و به دست گرفتن ساز بر روی خود خم شده و در کنار یا عقب لولهٔ درازتر قرار گرفته‌است.
زبانه‌ها به وسیلهٔ لولهٔ نازکی به لولهٔ اصلی ساز وصل شده‌اند.
لولهٔ اصلی ساز به‌طور نامحسوسی مخروطی‌شکل است.
در نت‌نویسی این ساز از سه کلید استفاده می‌شود: «کلیدفا»، «کلیددو» و «کلیدسل».
این ساز قادر به ایجاد اصوات قوی و ضعیف، انواع لگاتوها (اتصال اصوات پی‌درپی ملودی) و اصوات منقطع بوده و ترکیب آن با ساز کرانگله در ارکستراسیون بسیار معمول است.
در مقایسه با سازهای زهی، باسون صدایی معادل ویولن‌سل دارد و می‌تواند سه اکتاو اجرا کند.
|  |  |  |